# Kloster Maihingen

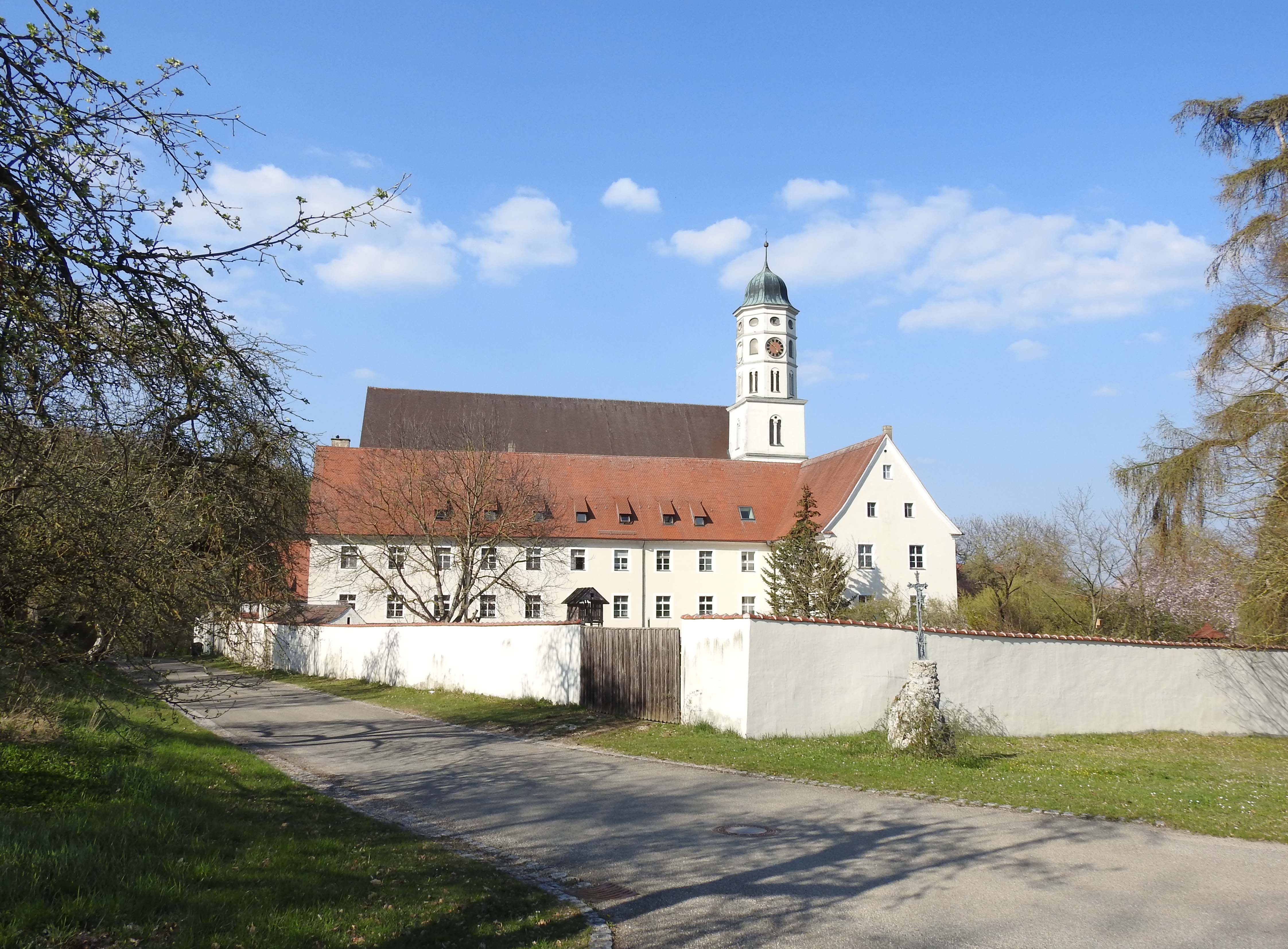
Kloster Maihingen

Das Kloster Maihingen ist ein ehemaliges Kloster der Minoriten (Franziskaner-Konventualen) in Maihingen in Bayern in der Diözese Augsburg.

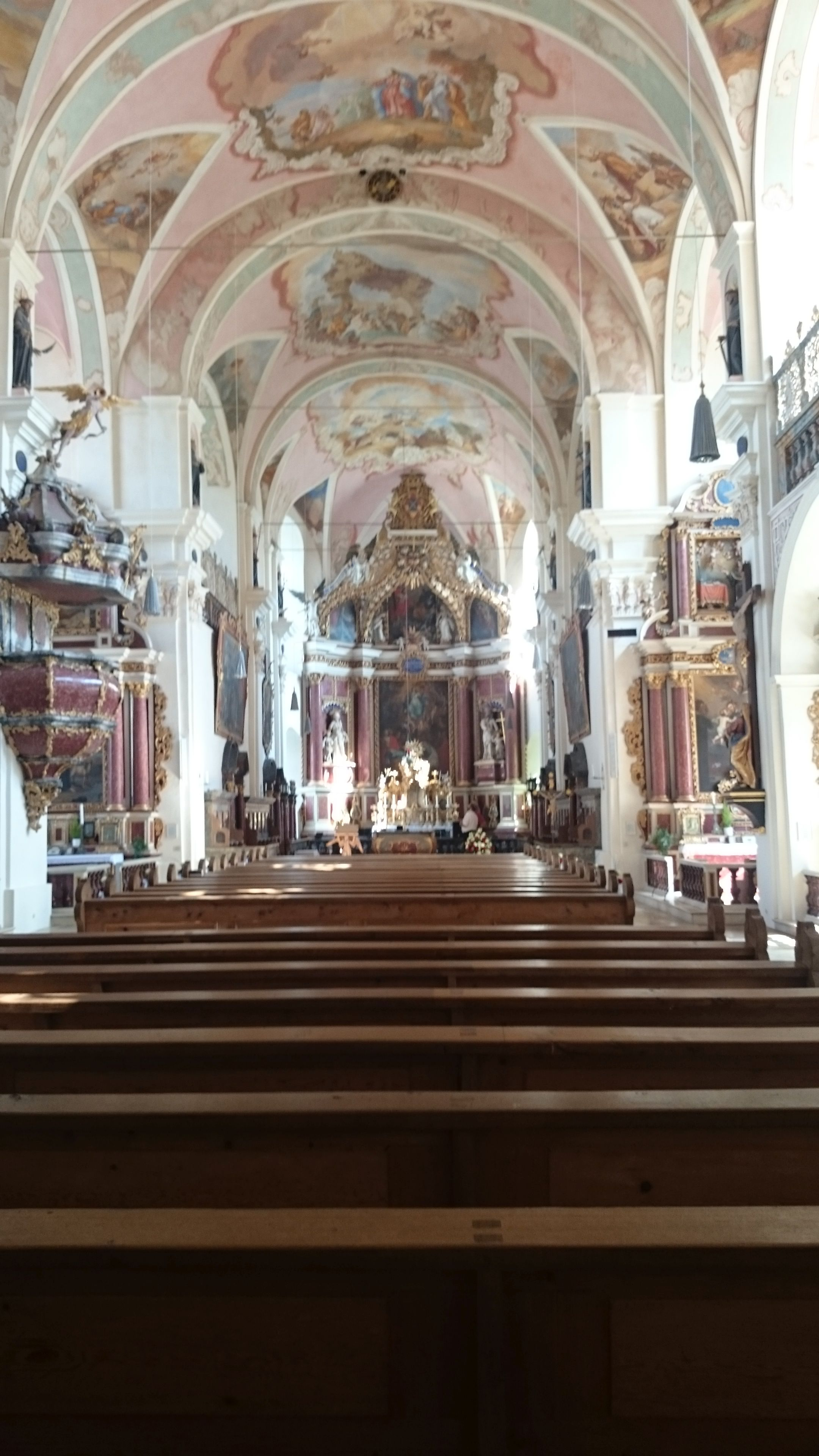
Klosterkirche Maihingen

## Geschichte
Das der Unbefleckten Empfängnis geweihte Kloster wurde 1437 von Johann dem Ernsthaften, Graf von Oettingen, und seiner Familie auf Anregung des Dekans Konrad Rösers, Pfarrer von Maihingen, gegründet und 1473 dem Birgittenorden übertragen. Die Klosterwirtschaft, vor allem aber die Plünderung und teilweise Zerstörung des Klosters einschließlich der bedeutenden Bibliothek im Bauernkrieg von 1525 sind in den Aufzeichnungen der Priorin Walpurgis Scheffler anschaulich dokumentiert. Von 1607 bis 1803 war Maihingen ein Kloster der Minoriten. Das Kloster wurde 1802 im Zuge der Säkularisation dem Haus Oettingen-Wallerstein übereignet, das das Vermögen übernahm, den Minoriten aber den Verbleib im Kloster erlaubte. 1841 wurde in Maihingen die Oettingen-Wallersteinsche Bibliothek und Kunstsammlung untergebracht. 1946 wurde das Kloster an den Caritasverband verkauft und die Bibliothek auf die Burg Harburg verlegt. 1984 wurde nach Auflösung des Altenheims im ehemaligen Konventsgebäude das Katholische Evangelisationszentrum Maihingen (KEM) eingerichtet. Das KEM wurde im Mai 2013 umbenannt in Kloster Maihingen. Der Träger des Klosters ist die Gemeinschaft Lumen Christi e. V. In den Gebäuden der Klosterökonomie ist seit den 1980er Jahren das heutige Museum KulturLand Ries untergebracht.